# Moth (natante)
Il Moth è un natante a vela da regata, la cui classe è riconosciuta dalla International Sailing Federation. Originariamente una piccola e veloce barca a vela progettata per planare, dal 2000 è diventata una barca progettata per l'idrovolare su foil.